# Hogna propria
Hogna propria är en spindelart som beskrevs av Roewer 1959. Hogna propria ingår i släktet Hogna och familjen vargspindlar.
Artens utbredningsområde är Tanzania. Inga underarter finns listade i Catalogue of Life.